# Fussballclub Thun 1898 2016-2017
Questa voce raccoglie le informazioni riguardanti il Fussballclub Thun 1898 nelle competizioni ufficiali della stagione 2016-2017.

## Stagione
Nella stagione 2016-2017 il Thun, allenato da Jeff Saibene e Mauro Lustrinelli, concluse il campionato di Super League al 6º posto. In Coppa Svizzera il Thun fu eliminato al primo turno dal Kriens.

## Rosa
| N. |                       | Ruolo | Calciatore           |
| -- | --------------------- | ----- | -------------------- |
| 1  | Svizzera (bandiera)   | P     | Guillaume Faivre     |
| 2  | Portogallo (bandiera) | D     | Ayrton Ribeiro       |
| 3  | Svizzera (bandiera)   | D     | Colin Trachsel       |
| 4  | Svizzera (bandiera)   | D     | Marco Bürki          |
| 6  | Svizzera (bandiera)   | C     | Joël Geissmann       |
| 7  | Svizzera (bandiera)   | D     | Mickaël Facchinetti  |
| 8  | Italia (bandiera)     | C     | Massimo Bisante      |
| 9  | Serbia (bandiera)     | A     | Dejan Sorgić         |
| 11 | Svizzera (bandiera)   | C     | Matteo Tosetti       |
| 13 | Svizzera (bandiera)   | A     | Simone Rapp          |
| 14 | Svizzera (bandiera)   | D     | Nicolas Schindelholz |
| 15 | Israele (bandiera)    | C     | Lotem Zino           |
| 16 | Svizzera (bandiera)   | A     | Christian Fassnacht  |
| 17 | Svizzera (bandiera)   | C     | Dennis Hediger       |
| 18 | Svizzera (bandiera)   | P     | Francesco Ruberto    |
| 19 | Svizzera (bandiera)   | C     | Omer Dzonlagic       |

| N. |                       | Ruolo | Calciatore       |
| -- | --------------------- | ----- | ---------------- |
| 20 | Svizzera (bandiera)   | A     | Reto Scheller    |
| 21 | Portogallo (bandiera) | C     | Nelson Ferreira  |
| 22 | Svizzera (bandiera)   | P     | Felix Hornung    |
| 23 | Francia (bandiera)    | C     | Norman Peyretti  |
| 24 | Svizzera (bandiera)   | C     | Moritz Hischier  |
| 25 | Svizzera (bandiera)   | D     | Kevin Bigler     |
| 26 | Svizzera (bandiera)   | D     | Thomas Reinmann  |
| 27 | Svizzera (bandiera)   | D     | Enrico Schirinzi |
| 28 | Svizzera (bandiera)   | D     | Maik Hauswirth   |
| 30 | Svizzera (bandiera)   | C     | Sandro Lauper    |
| 31 | Svizzera (bandiera)   | D     | Stefan Glarner   |
| 32 | Svizzera (bandiera)   | D     | Nicolas Bürgy    |
| 33 | Svizzera (bandiera)   | C     | Marvin Spielmann |
| 34 | Svizzera (bandiera)   | D     | Nicola Sutter    |
| 42 | Croazia (bandiera)    | A     | Ivan Marković    |

## Organigramma societario
Area tecnica
- Allenatore: Mauro Lustrinelli
- Allenatore in seconda: Simon Nüssli, Marc Schneider
- Preparatore dei portieri: Patrick Bettoni
- Preparatori atletici: Eric Zürcher

## Calciomercato

### Sessione estiva
| Acquisti | Acquisti            | Acquisti        | Acquisti |
| R.       | Nome                | da              | Modalità |
| -------- | ------------------- | --------------- | -------- |
| D        | Mickaël Facchinetti | Neuchâtel Xamax |          |
| C        | Massimo Bisante     | Young Boys II   |          |
| C        | Carlinhos           | Aarau           |          |
| A        | Christian Fassnacht | Winterthur      |          |
| C        | Joël Geissmann      | Wohlen          |          |
| A        | Dejan Sorgić        | Kriens          |          |
| C        | Matteo Tosetti      | Lugano          |          |
| C        | Lotem Zino          | Hapoel Tel Aviv |          |

| Cessioni | Cessioni        | Cessioni     | Cessioni |
| R.       | Nome            | a            | Modalità |
| -------- | --------------- | ------------ | -------- |
| D        | Sven Joss       | Young Boys   |          |
| C        | Andreas Wittwer | San Gallo    |          |
| A        | Roman Buess     | San Gallo    |          |
| D        | Braima Gafner   | Breitenrain  |          |
| D        | Alejandro Henzi | Köniz        |          |
| A        | Ridge Munsy     | Grasshoppers |          |
| C        | Marco Rojas     | Stoccarda II |          |
| D        | Fulvio Sulmoni  | Lugano       |          |
| C        | Nicola Sutter   | Winterthur   |          |
| C        | Sandro Wieser   | Reading      |          |

### Sessione invernale
| Acquisti | Acquisti         | Acquisti   | Acquisti |
| R.       | Nome             | da         | Modalità |
| -------- | ---------------- | ---------- | -------- |
| C        | Marvin Spielmann | Wil        |          |
| D        | Nicolas Bürgy    | Young Boys |          |

| Cessioni | Cessioni  | Cessioni      | Cessioni |
| R.       | Nome      | a             | Modalità |
| -------- | --------- | ------------- | -------- |
| C        | Carlinhos | Estoril Praia |          |

## Risultati

### Super League

#### Prima fase, girone di andata
| Arbitro: | Bieri |

|         |           |              |
| Rapp 2’ | Marcatori | 90’ Messaoud |

| Arbitro: | Hänni |

|                                           |           |                                                          |
| Margiotta 2’ Pak 43’ Torres 80’ Diniz 90’ | Marcatori | 12’ (rig.) Rapp 30’ Geissmann 83’ Schirinzi 90’ Peyretti |

| Arbitro: | Klossner |

|                                                  |           |               |
| Frey 7’ Lauper 53’ (aut.) Hoarau 81’, 88’ (rig.) | Marcatori | 28’ Fassnacht |

| Arbitro: | San |

|                                |           |           |
| Schindelholz 45’ Fassnacht 88’ | Marcatori | 43’ Munsy |

| Arbitro: | Schärer |

|                                        |           |  |
| Neumayr 29’ Schneuwly 52’ Oliveira 87’ | Marcatori |  |

| Arbitro: | Pache |

|  |           |                             |
|  | Marcatori | 4’ Lang 13’ Janko 19’ Zuffi |

| Arbitro: | Bieri |

|                    |           |  |
| Ziegler 38’ (rig.) | Marcatori |  |

| Arbitro: | Schärer |

|               |           |                       |
| Geissmann 50’ | Marcatori | 49’ Bunjaku 83’ Ajeti |

| Arbitro: | Amhof |

|                           |           |                           |
| Hediger 55’ Fassnacht 66’ | Marcatori | 58’ Sabbatini 63’ Alioski |

#### Prima fase, girone di ritorno
| Arbitro: | San |

|           |           |             |
| Callà 90’ | Marcatori | 35’ Tosetti |

| Arbitro: | Schärer |

|               |           |  |
| Fassnacht 73’ | Marcatori |  |

| Arbitro: | Hänni |

|                           |           |                               |
| Burgmeier 71’ Brunner 88’ | Marcatori | 17’, 61’ Sorgić 86’ Geissmann |

| San Gallo 30 ottobre 2016, ore 16:00 CEST 13ª giornata | San Gallo | 0 – 0 referto | Thun | Kybunpark (10 699 spett.)\| Arbitro: \| San \| |
| Arbitro:                                               | San       |               |      |                                                |

| Arbitro: | Amhof |

|                      |           |                            |
| Bürki 72’ Sorgić 84’ | Marcatori | 14’, 31’ Konaté 78’ Sierro |

| Arbitro: | Gut |

|          |           |               |
| Caio 25’ | Marcatori | 57’ Fassnacht |

| Arbitro: | Pache |

|                  |           |                          |
| Schindelholz 63’ | Marcatori | 61’ Puljić 68’ Rodríguez |

| Arbitro: | Hänni |

|             |           |              |
| Mariani 90’ | Marcatori | 90’ Peyretti |

| Arbitro: | Schnyder |

|                        |           |                                |
| Tosetti 33’ Sorgić 58’ | Marcatori | 37’ Hoarau 60’ Sanogo 74’ Frey |

#### Seconda fase, girone di andata
| Arbitro: | Klossner |

|  |           |            |
|  | Marcatori | 37’ Sorgić |

| Arbitro: | Fähndrich |

|  |           |                                     |
|  | Marcatori | 79’ (aut.) Schindelholz 90’ Doumbia |

| Arbitro: | San |

|               |           |            |
| Rodríguez 55’ | Marcatori | 39’ Sorgić |

| Arbitro: | Schnyder |

|                                                 |           |                                        |
| Fassnacht 1’ Sorgić 16’ Ferreira 73’ Lauper 81’ | Marcatori | 29’ Brunner 54’, 72’ (rig.) Janjatović |

| Arbitro: | Amhof |

|                                           |           |                         |
| Sulejmani 38’ Bürki 57’ (aut.) Sanogo 80’ | Marcatori | 7’ Fassnacht 10’ Sorgić |

| Arbitro: | Jaccottet |

|                                                          |           |                          |
| Fassnacht 6’, 29’ Rapp 25’ (rig.), 45’ (rig.) Sorgić 65’ | Marcatori | 87’ Carlinhos 88’ Sadiku |

| Arbitro: | Schärer |

|                           |           |                       |
| Schirinzi 23’ Hediger 86’ | Marcatori | 28’ Ajeti 51’ Aratore |

| Arbitro: | Bieri |

|                        |           |          |
| Carlitos 54’ Akolo 67’ | Marcatori | 69’ Rapp |

| Arbitro: | Jaccottet |

|                          |           |                                   |
| Sorgić 13’ Schirinzi 69’ | Marcatori | 38’, 81’, 90’ Khalifa 48’ Kololli |

#### Seconda fase, girone di ritorno
| Arbitro: | Hänni |

|                                    |           |            |
| Facchinetti 49’ (aut.) Alioski 65’ | Marcatori | 90’ Sorgić |

| Arbitro: | Schärer |

|           |           |                                  |
| Tafer 63’ | Marcatori | 50’ (rig.) Bürgy 52’ Facchinetti |

| Arbitro: | Amhof |

|                               |           |           |
| Lüchinger 31’ (aut.) Rapp 90’ | Marcatori | 10’ Akolo |

| Arbitro: | Schnyder |

|                                        |           |               |
| Facchinetti 52’ Rapp 76’ Fassnacht 78’ | Marcatori | 12’ Schneuwly |

| Arbitro: | Fähndrich |

|                                     |           |                      |
| Steffen 24’ Elyounoussi 76’ Dié 90’ | Marcatori | 17’, 64’, 90’ Sorgić |

| Arbitro: | Tschudi |

|                                     |           |             |
| Rapp 54’ Geissmann 64’ Reinmann 65’ | Marcatori | 4’ Andersen |

| Losanna 20 maggio 2017, ore 17:45 CEST 34ª giornata | Losanna | 0 – 0 referto | Thun | Stade Olympique de la Pontaise (3 443 spett.)\| Arbitro: \| Pache \| |
| Arbitro:                                            | Pache   |               |      |                                                                      |

| Thun 28 maggio 2017, ore 16:00 CEST 35ª giornata | Thun      | 0 – 0 referto | Young Boys | Stockhorn Arena (7 417 spett.)\| Arbitro: \| Jaccottet \| |
| Arbitro:                                         | Jaccottet |               |            |                                                           |

| Arbitro: | Klossner |

|            |           |                                    |
| Zárate 26’ | Marcatori | 21’ Rapp 23’ Tosetti 59’ Geissmann |

### Coppa Svizzera
| Arbitro: | Fähndrich |

|                            |           |         |
| Siegrist 73’ Sulejmani 82’ | Marcatori | 8’ Rapp |

## Statistiche

### Statistiche di squadra
| Competizione   | Punti | In casa | In casa | In casa | In casa | In casa | In casa | In trasferta | In trasferta | In trasferta | In trasferta | In trasferta | In trasferta | Totale | Totale | Totale | Totale | Totale | Totale | DR |
| Competizione   | Punti | G       | V       | N       | P       | Gf      | Gs      | G            | V            | N            | P            | Gf           | Gs           | G      | V      | N      | P      | Gf     | Gs     | DR |
| -------------- | ----- | ------- | ------- | ------- | ------- | ------- | ------- | ------------ | ------------ | ------------ | ------------ | ------------ | ------------ | ------ | ------ | ------ | ------ | ------ | ------ | -- |
| Super League   | 45    | 18      | 7       | 4       | 7       | 33      | 33      | 18           | 4            | 8            | 6            | 25           | 30           | 36     | 11     | 12     | 13     | 58     | 63     | -5 |
| Coppa Svizzera | -     | 0       | 0       | 0       | 0       | 0       | 0       | 1            | 0            | 0            | 1            | 1            | 2            | 1      | 0      | 0      | 1      | 1      | 2      | -1 |
| Totale         | 45    | 18      | 7       | 4       | 7       | 33      | 33      | 19           | 4            | 8            | 7            | 26           | 32           | 37     | 11     | 12     | 14     | 59     | 65     | -6 |

### Andamento in campionato
| Giornata  | 1 | 2 | 3  | 4 | 5 | 6  | 7  | 8  | 9  | 10 | 11 | 12 | 13 | 14 | 15 | 16 | 17 | 18 | 19 | 20 | 21 | 22 | 23 | 24 | 25 | 26 | 27 | 28 | 29 | 30 | 31 | 32 | 33 | 34 | 35 | 36 |
| --------- | - | - | -- | - | - | -- | -- | -- | -- | -- | -- | -- | -- | -- | -- | -- | -- | -- | -- | -- | -- | -- | -- | -- | -- | -- | -- | -- | -- | -- | -- | -- | -- | -- | -- | -- |
| Luogo     | C | T | T  | C | T | C  | T  | C  | C  | T  | C  | T  | T  | C  | T  | C  | T  | C  | T  | C  | T  | C  | T  | C  | C  | T  | C  | T  | T  | C  | C  | T  | C  | T  | C  | T  |
| Risultato | N | N | P  | V | P | P  | P  | P  | N  | N  | V  | V  | N  | P  | N  | P  | N  | P  | V  | P  | N  | V  | P  | V  | N  | P  | P  | P  | V  | V  | V  | N  | V  | N  | N  | V  |
| Posizione | 5 | 7 | 10 | 6 | 8 | 10 | 10 | 10 | 10 | 10 | 10 | 8  | 8  | 8  | 9  | 9  | 9  | 9  | 8  | 9  | 8  | 7  | 7  | 7  | 7  | 7  | 8  | 9  | 9  | 7  | 7  | 7  | 6  | 6  | 6  | 6  |

Legenda:

Luogo: C = Casa; T = Trasferta. Risultato: V = Vittoria; N = Pareggio; P = Sconfitta.

### Statistiche dei giocatori
| Giocatore       | Super League | Super League | Super League | Super League | Coppa Svizzera | Coppa Svizzera | Coppa Svizzera | Coppa Svizzera | Totale   | Totale | Totale      | Totale     |
| Giocatore       | Presenze     | Reti         | Ammonizioni  | Espulsioni   | Presenze       | Reti           | Ammonizioni    | Espulsioni     | Presenze | Reti   | Ammonizioni | Espulsioni |
| --------------- | ------------ | ------------ | ------------ | ------------ | -------------- | -------------- | -------------- | -------------- | -------- | ------ | ----------- | ---------- |
| K. Bigler       | 14           | 0            | 1            | 0            | 1              | 0              | 0              | 0              | 15       | 0      | 1           | 0          |
| M. Bisante      | 0            | 0            | 0            | 0            | 0              | 0              | 0              | 0              | 0        | 0      | 0           | 0          |
| N. Bürgy        | 12           | 1            | 2            | 0            | 0              | 0              | 0              | 0              | 12       | 1      | 2           | 0          |
| M. Bürki        | 25           | 1            | 5            | 0            | 1              | 0              | 0              | 0              | 26       | 1      | 5           | 0          |
| C. Carlinhos    | 7            | 0            | 2            | 0            | 1              | 0              | 0              | 0              | 8        | 0      | 2           | 0          |
| O. Dzonlagic    | 5            | 0            | 0            | 0            | 0              | 0              | 0              | 0              | 5        | 0      | 0           | 0          |
| M. Facchinetti  | 31           | 2            | 6            | 0            | 0              | 0              | 0              | 0              | 31       | 2      | 6           | 0          |
| G. Faivre       | 29           | 0            | 2            | 0            | 0              | 0              | 0              | 0              | 29       | 0      | 2           | 0          |
| C. Fassnacht    | 35           | 10           | 3            | 0            | 1              | 0              | 0              | 0              | 36       | 10     | 3           | 0          |
| N. Ferreira     | 14           | 1            | 1            | 0            | 0              | 0              | 0              | 0              | 14       | 1      | 1           | 0          |
| J. Geissmann    | 27           | 5            | 1            | 0            | 0              | 0              | 0              | 0              | 27       | 5      | 1           | 0          |
| S. Glarner      | 34           | 0            | 6            | 0            | 1              | 0              | 0              | 0              | 35       | 0      | 6           | 0          |
| M. Hauswirth    | 1            | 0            | 0            | 0            | 0              | 0              | 0              | 0              | 1        | 0      | 0           | 0          |
| D. Hediger      | 34           | 2            | 6            | 1            | 0              | 0              | 0              | 0              | 34       | 2      | 6           | 1          |
| M. Hischier     | 0            | 0            | 0            | 0            | 0              | 0              | 0              | 0              | 0        | 0      | 0           | 0          |
| F. Hornung      | 0            | 0            | 0            | 0            | 0              | 0              | 0              | 0              | 0        | 0      | 0           | 0          |
| S. Joss         | 3            | 0            | 0            | 0            | 0              | 0              | 0              | 0              | 3        | 0      | 0           | 0          |
| S. Lauper       | 26           | 1            | 3            | 0            | 1              | 0              | 0              | 0              | 27       | 1      | 3           | 0          |
| I. Marković     | 2            | 0            | 0            | 0            | 1              | 0              | 0              | 0              | 3        | 0      | 0           | 0          |
| N. Peyretti     | 29           | 2            | 0            | 0            | 1              | 0              | 0              | 0              | 30       | 2      | 0           | 0          |
| S. Rapp         | 33           | 9            | 7            | 0            | 1              | 1              | 0              | 0              | 34       | 10     | 7           | 0          |
| T. Reinmann     | 19           | 1            | 1            | 0            | 0              | 0              | 0              | 0              | 19       | 1      | 1           | 0          |
| A. Ribeiro      | 1            | 0            | 1            | 0            | 0              | 0              | 0              | 0              | 1        | 0      | 1           | 0          |
| F. Ruberto      | 7            | 0            | 0            | 0            | 1              | 0              | 0              | 0              | 8        | 0      | 0           | 0          |
| R. Scheller     | 0            | 0            | 0            | 0            | 0              | 0              | 0              | 0              | 0        | 0      | 0           | 0          |
| N. Schindelholz | 10           | 2            | 4            | 0            | 1              | 0              | 1              | 0              | 11       | 2      | 5           | 0          |
| E. Schirinzi    | 16           | 3            | 0            | 2            | 1              | 0              | 0              | 0              | 17       | 3      | 0           | 2          |
| D. Sorgić       | 32           | 14           | 3            | 0            | 1              | 0              | 0              | 0              | 33       | 14     | 3           | 0          |
| M. Spielmann    | 11           | 0            | 1            | 0            | 0              | 0              | 0              | 0              | 11       | 0      | 1           | 0          |
| N. Sutter       | 0            | 0            | 0            | 0            | 0              | 0              | 0              | 0              | 0        | 0      | 0           | 0          |
| M. Tosetti      | 35           | 3            | 6            | 0            | 1              | 0              | 0              | 0              | 36       | 3      | 6           | 0          |
| C. Trachsel     | 2            | 0            | 0            | 0            | 0              | 0              | 0              | 0              | 2        | 0      | 0           | 0          |
| L. Zino         | 0            | 0            | 0            | 0            | 0              | 0              | 0              | 0              | 0        | 0      | 0           | 0          |